# スーパー・ベスト (ポケットビスケッツのアルバム)
『スーパー・ベスト』は、ポケットビスケッツのベスト・アルバム。制作・発売元はEMIミュージック・ジャパン、販売元はカルチュア・コンビニエンス・クラブ株式会社。規格番号はQIAG-11071。

## 解説
帯のキャッチコピーは「最強のベスト盤を価値ある価格で！」。
TSUTAYAで限定販売されている999円（税込）の廉価ベスト『The Best Value』シリーズの一枚。ポケットビスケッツのCDがリリースされるのは2000年の『THANKS』以来、12年ぶりとなる。
活動中に発表した17曲（バージョン違いは除く）の中から11曲と、1曲のリミックスで構成されている。シングル曲では松任谷由実と共演した「Millennium」、CHIAKIのソロ「マーガレット」、UDOのソロ「まごころ」が収録されていない。
ジャケットは左上が「GREEN MAN」、右上が「POWER」、下が「YELLOW YELLOW HAPPY」の一部を使用しており、ブックレットには全曲の歌詞が掲載されている。
TSUTAYAの店頭（一部を除く）や通販のTSUTAYA onlineなどで購入できるほか、一部のTSUTAYA店頭やTSUTAYA DISCASでレンタルすることも可能である。

## 収録曲
1. YELLOW YELLOW HAPPY
作詞：CHIAKI & ポケットビスケッツ　作曲・編曲：パッパラー河合
2ndシングル
ミリオンセラーとなり、自身最大のヒット曲となった。シングル・バージョンが収録されている[1]。
2. Red Angel
作詞：CHIAKI & ポケットビスケッツ　作曲・編曲：パッパラー河合
3rdシングル
前作に続きミリオンセラーとなった。
3. Rapturous Blue
作詞：CHIAKI & ポケットビスケッツ　作曲・編曲：パッパラー河合
1stシングル
シングルバージョンが収録されている[2]。
4. POWER
作詞：CHIAKI & ポケットビスケッツ　作曲・編曲：パッパラー河合
5thシングル
「ウリナリ!!」発のユニットで唯一、オリコンで1位を獲得した楽曲である。
5. ポケビのうた
作詞：TERU & UDO　作曲・編曲：松任谷正隆
ベストアルバム『THANKS』より
TERUとUDOのボーカル曲。TERUとUDOがソロデビューするCHIAKIに贈った歌である。
6. 青の住人
作詞・作曲：TERU　編曲：パッパラー河合
ポケビ・ソロ活動のシングルの1枚
TERUのボーカル曲で、1999年2月24日にメンバー3人が同時リリースしたソロシングルの1枚。ソロ活動のシングルとしては唯一の収録となった。
7. My Diamond
作詞：CHIAKI & ポケットビスケッツ　作曲・編曲：パッパラー河合
6thシングル（両A面）の1曲
当初は1998年4月22日に5thシングルとして発売を予定していたがブラックビスケッツとの勝負に敗れ、マスターテープを破壊するという憂き目に遭う。のちにファンの要望もあり、歌詞の一部を変更した上でボーカルを再録して6thシングルに収録された。
8. GREEN MAN
作詞：UDO & ポケットビスケッツ　作曲：TERU & パッパラー河合　編曲：パッパラー河合
4thシングル
UDOのボーカル曲で、TERUが作曲に関わっている。
9. Days
作詞：CHIAKI & ポケットビスケッツ　作曲・編曲：パッパラー河合
6thシングル（両A面）の1曲
『THANKS』と同じく、冒頭にアカペラを追加したバージョンが収録されている。
10. Pink Princess
作詞：CHIAKI & ポケットビスケッツ　作曲・編曲：パッパラー河合
1stアルバム『Colorful』より
パッパラー河合やCHIAKIは、この曲が4thシングルになると思っていた。
11. White Summer Heaven
作詞：CHIAKI　作曲・編曲：パッパラー河合
1stアルバム『Colorful』より
12. Rapturous Blue (NEW SOUND English memorial version)
作詞：CHIAKI & ポケットビスケッツ　作曲・編曲：パッパラー河合
『Colorful』に収録されたデビュー曲の英語詞リミックス。